# Opius parvungula
Opius parvungula är en stekelart som beskrevs av Thomson 1895. Opius parvungula ingår i släktet Opius och familjen bracksteklar. Inga underarter finns listade i Catalogue of Life.